# Arturo Araujo
Arturo Araujo (Santa Tecla (El Salvador), 1878 - San Salvador, 1 de desembre de 1967) fou president de la República del Salvador entre l'1 de març i el 2 de desembre de 1931.
Era fill del doctor Eugenio Araujo, Ministre d'Hisenda de l'Administració General del General Tomás Regalado, i donya Enriqueta Fajardo d'Araujo. Home de gran cultura i destacat historiador, va fer estudis a Anglaterra on va conèixer la ideologia socialdemòcrata del Partit Laborista Britànic.
El 1917, va contribuir a la reconstrucció de la ciutat d'Armènia (El Salvador), després del terratrèmol que la va colpejar. Per a la campanya presidencial de 1930, va fundar el Partit Laborista de El Salvador i va aconseguir el suport de l'escriptor Alberto Masferrer. Va guanyar les eleccions i va prendre possessió del seu càrrec l'1 de març de 1931, enmig de la crisi econòmica internacional que va seguir la Gran depressió de 1929 i d'una situació de baixos preus de cafè.
El 2 de desembre de 1931, nou mesos després d'iniciada la seva presidència, un grup de militars afins a l'oligarquia cafetalera i liderats pel llavors ministre de la Guerra, Maximiliano Hernández Martínez, van donar un cop d'estat que va enderrocar el govern d'Araujo. El president Araujo va sortir del país. L'1 de desembre de 1967 va morir en l'Hospital Militar de San Salvador.